# دختری از ماه
دختری از ماه با نام اصلی چاندرا موکی (به هندی: Chandra Mukhi) فیلمی محصول سال ۱۹۹۳ و به کارگردانی دبولی دی است. در این فیلم بازیگرانی همچون سلمان خان، سری دوی، موهنیش باهل، پران، گلشن گروور، پانت ایثار، تینو آناند ایفای نقش کرده‌اند.